# Ontronik Khachaturian
Ontronik „Andy” Khachaturian (orm. Օնթրոնիք (Անտի) Խաչատրյան) – amerykański perkusista rockowy ormiańskiego pochodzenia.
Był jednym z założycieli zespołu Soil, który zmienił następnie nazwę na System of a Down. Znał się z pozostałymi członkami grupy – łączyło ich ormiańskie pochodzenie, uczęszczali razem do szkoły w Los Angeles. W zespole grał na perkusji, dopóki nie doznał kontuzji ręki, wskutek czego rozstał się z System of a Down po nagraniu trzeciego demo. Jego miejsce zajął John Dolmayan.
Następnie został członkiem grupy muzycznej The Apex Theory, którą opuścił w listopadzie 2002 na skutek różnic muzycznych.
Obecnie, Ontronik Khachaturian gra w zespole VoKee i ma także solowy projekt o nazwie Ontronik. Ponadto współpracuje z Drydenem Mitchellem z Alien Ant Farm i Gavinem Hayesem z Dredg.